# Верхнетоемский район
Верхнето́емский район — административно-территориальная единица (район) и упразднённое муниципальное образование (муниципальный район) в составе Архангельской области Российской Федерации.
Административный центр — село Верхняя Тойма.
Законом Архангельской области от 26 апреля 2021 года № 413-25-ОЗ с 1 июня 2021 года сельские поселения Верхнетоемского муниципального района были преобразованы в Верхнетоемский муниципальный округ.

## География
Район расположен на юге Архангельской области и приравнен к районам Крайнего Севера.
Площадь его территории — 20450 км².
Граничит:
- на западе с Шенкурским районом
- на северо-западе с Виноградовским районом
- на севере с Пинежским районом
- на юго-западе с Устьянским районом
- на юге с Красноборским районом
- на востоке c Удорским районом Республики Коми

Крупнейшие реки: Северная Двина, Верхняя Тойма, Нижняя Тойма, Пинега, Юмиж, Кодима (приток Северной Двины), Кодима (приток Нижней Тоймы), Кода, Илеша, Сефтра, Ёрга, Содонга, Ухменьга, Курома, Большая Свага, Шоромка, Лохома, Охтома, Выя, Паленьга, Кынтыш, Унжица, Нюхмиж, Большая Свага, Малая Свага.

## История
Согласно Уставу князя Святослава Ольговича от 1137 года, тоемские земли платили дань Новгородской республике и входили в состав Заволочья.
В литературном произведении XIII века «Слово о погибели Русской земли после смерти великого князя Ярослава» упоминаются тоймичи:
«Отсюда до угров и до ляхов, до чехов, от чехов до ятвягов, от ятвягов до литовцев, до немцев, от немцев до карелов, от карелов до Устюга, где обитают поганые тоймичи, и за Дышащее море; от моря до болгар, от болгар до буртасов, от буртасов до черемисов, от черемисов до мордвы — то все с помощью божьею покорено было христианским народом, поганые эти страны повиновались великому князю Всеволоду, отцу его Юрию, князю киевскому, деду его Владимиру Мономаху, которым половцы своих малых детей пугали…».
По Земской грамоте Ивана Грозного 1552 года, тоемские земли вошли в Подвинский стан Важского уезда, а с XVII века — в Подвинской четверти Важского уезда (Вершинская, Верхотоемская, Нижнетоемская и Пучужская волости). Волости Выя и Малая Пинежка (будущая Горковская) вошли в состав Кеврольского уезда, а волость Нижняя Ёрга (Корниловская) — в Устюжский уезд. Затем все волости вошли в состав Великоустюгского уезда. С 1780 года — в Красноборском уезде Вологодского наместничества. С 1796 года — в Сольвычегодском уезде Вологодской губернии. В начале XIX века был образован Верхнетоемский удельный приказ, в который кроме Верхнетоемской волости, входила и соседняя Вершинская волость.
На верхнетоемские земли в период XVI — XX веков приходило несколько волн переселенцев из более южных областей. Одну из заметных групп составили старообрядцы, основавшие ряд старообрядческих общин и давшие старт развитию в районе искусства росписи и рукописи. Также были беглецы из центральных областей России после крестьянских бунтов и восстаний.
В 1918 — 1920 годах в акватории Северной Двины на территории Верхнетоемского и соседнего Виноградовского района проходили воздушные и речные сражения с войсками интервентов. В селе Пучуга был военный аэродром, в Верхней Тойме находился штаб командования красных.
Верхнетоемский район был образован из 9 придвинских волостей (Афанасьевской, Пучужско-Петропавловской, Нижнетоемской, Юмижской, Сефтренской, Сойгинской, Вершинской, Верхнетоемской и Корниловской) и трёх верхнепинежских волостей (Выйско-Ильинской, Гавриловской и Горковской) в апреле 1924 года в составе Северо-Двинской губернии РСФСР. Площадь района составила 16276 км² (самый крупный в Северо-Двинской губернии), население — 18115 человек (самый малонаселённый). С 14 января 1929 года Северо-Двинская губерния была упразднена, а её территория вошла в состав Северного края. После принятия Конституции СССР VIII чрезвычайным съездом Советов СССР 5 декабря 1936 года, в соответствие со статьёй 22 Конституции Северный край был упразднён, а на его территории образованы Северная область и Коми АССР. Красноборский район вошёл в Северную область. 23 сентября 1937 года ЦИК СССР принял постановление «О разделении Северной области на Вологодскую и Архангельскую области». Были образованы Архангельская и Вологодская области и Верхнетоемский район вошёл в состав Архангельской области. Указом ВС РСФСР от 11.09.1959 «Об учреждении некоторых районов Архангельской области» и решением облисполкома от 15.09.1959 № 675, в состав Верхнетоемского района включены территории Тимошинского, Семёновского, Вершинского (переименован в Нововершинский решением облисполкома от 29 октября 1959 года) и Федьковского сельсоветов упразднённого Черевковского района.
При образовании Северо-Западного экономического района СССР в декабре 1962 года был издан указ Президиума Верховного Совета РСФСР от 1 февраля 1963 года «Об укрупнении сельских районов и образовании промышленных районов Архангельской области», по которому район был упразднён и был образован Верхнетоемский промышленный район. Указом Президиума Верховного Совета РСФСР от 12 января 1965 года такое деление было упразднено и Верхнетоемский район был восстановлен.
23 марта 2007 года решением Собрания депутатов муниципального образования района был утвержден герб Верхнетоемского района.

## Население
| 1970    | 1979    | 1992    | 2001    | 2002    | 2003    | 2004    | 2008    | 2009    |
| ------- | ------- | ------- | ------- | ------- | ------- | ------- | ------- | ------- |
| 31 943  | ↘28 996 | ↘28 020 | ↘25 131 | ↘22 630 | ↗23 772 | ↘22 870 | ↘20 077 | ↘19 611 |
| 2010    | 2011    | 2012    | 2013    | 2014    | 2015    | 2016    | 2017    | 2018    |
| ↘17 060 | ↘16 955 | ↘16 271 | ↘15 574 | ↘15 092 | ↘14 481 | ↘13 978 | ↘13 660 | ↘13 172 |
| 2019    | 2020    | 2021    | 2023    |         |         |         |         |         |
| ↘12 787 | ↘12 452 | ↘11 944 | ↘11 299 |         |         |         |         |         |

### Национальный состав
По итогам переписи населения 2020 года проживали следующие национальности (национальности менее 0,1 % и другое, см. в сноске к строке «Другие»):
| Национальность | Численность, чел. | Доля     |
| -------------- | ----------------- | -------- |
| Русские        | 11 601            | 97,13 %  |
| Украинцы       | 76                | 0,64 %   |
| Белорусы       | 29                | 0,24 %   |
| Другие         | 238               | 1,99 %   |
| Итого          | 11 944            | 100,00 % |

## Административное деление
В Верхнетоемский район как административно-территориальную единицу области входят 14 сельсоветов (в границах которых как правило были образованы одноимённые сельские поселения): Выйский, Горковский, Пучужский, Сефтренский, Федьковский сельсоветы (в границах которых образованы одноимённые сельские поселения); а также Афанасьевский и Нижнетоемский сельсоветы (в границах которых образовано Афанасьевское сельское поселение); Верхнетоемский, Вершинский и Сойгинский сельсоветы (в границах которых образовано Верхнетоемское сельское поселение); Двинской и Тимошинский сельсоветы (в границах которых образовано Двинское сельское поселение).
В Верхнетоемский муниципальный район входили 8 муниципальных образований со статусом сельских поселений.
| № | Муниципальное образование | Административный центр | Количество населённых пунктов | Население (чел.) | Площадь (км²) |
| - | ------------------------- | ---------------------- | ----------------------------- | ---------------- | ------------- |
| 1 | Афанасьевское             | село Вознесенское      | 39                            | ↘1167            | 1476,47       |
| 2 | Верхнетоемское            | село Верхняя Тойма     | 50                            | ↘3788            | 1220,24       |
| 3 | Выйское                   | деревня Окуловская     | 30                            | ↘298             | 4962,00       |
| 4 | Горковское                | деревня Согра          | 19                            | ↘1227            | 5230,44       |
| 5 | Двинское                  | посёлок Двинской       | 79                            | ↘2948            | 3834,98       |
| 6 | Пучужское                 | деревня Кондратовская  | 20                            | ↘746             | 787,68        |
| 7 | Сефтренское               | посёлок Зеленник       | 14                            | ↘453             | 1099,24       |
| 8 | Федьковское               | посёлок Авнюгский      | 36                            | ↘1365            | 1810,19       |

В 2014 году сельское поселение Тимошинское было упразднено и включено в состав сельского поселения Двинское.

## Населённые пункты
В Верхнетоемском районе (муниципальном округе) 287 населённых пунктов.
| №   | Населённый пункт     | Тип     | Население | Бывшее муниципальное образование |
| --- | -------------------- | ------- | --------- | -------------------------------- |
| 1   | Абрамково            | посёлок | ↘89       | Федьковское                      |
| 2   | Аввакумовская        | деревня | ↘64       | Афанасьевское                    |
| 3   | Аверин Починок       | деревня | ↘6        | Федьковское                      |
| 4   | Авнюгский            | посёлок | ↘1183     | Федьковское                      |
| 5   | Автомоновская        | деревня | ↘73       | Афанасьевское                    |
| 6   | Акуловская           | деревня | ↘22       | Двинское                         |
| 7   | Алексеевская         | деревня | ↘109      | Афанасьевское                    |
| 8   | Алексеевская         | деревня | ↗11       | Верхнетоемское                   |
| 9   | Алексеевская         | деревня | ↘11       | Федьковское                      |
| 10  | Андреевская          | деревня | ↘7        | Сефтренское                      |
| 11  | Андреевская          | деревня | ↘1        | Двинское                         |
| 12  | Аникиевская          | деревня | ↘94       | Федьковское                      |
| 13  | Анисимовская         | деревня | →3        | Верхнетоемское                   |
| 14  | Анфимовская          | деревня | ↗14       | Федьковское                      |
| 15  | Анциферовская        | деревня | ↘16       | Пучужское                        |
| 16  | Анциферовская        | деревня | ↘10       | Федьковское                      |
| 17  | Анциферовская        | деревня | →0        | Двинское                         |
| 18  | Артемьевская         | деревня | ↘18       | Двинское                         |
| 19  | Бабиново             | деревня | ↘0        | Выйское                          |
| 20  | Бабинская            | деревня | ↘13       | Двинское                         |
| 21  | Бараниха             | посёлок | →0        | Афанасьевское                    |
| 22  | Барановская          | деревня | ↘3        | Двинское                         |
| 23  | Белореченский        | посёлок | ↘162      | Горковское                       |
| 24  | Белоусовская         | деревня | ↘8        | Выйское                          |
| 25  | Болтинская           | деревня | ↘96       | Пучужское                        |
| 26  | Большая Панфиловская | деревня | ↘42       | Афанасьевское                    |
| 27  | Бор                  | деревня | ↘7        | Выйское                          |
| 28  | Бор                  | деревня | ↘41       | Горковское                       |
| 29  | Борисовская          | деревня | ↘15       | Афанасьевское                    |
| 30  | Борисовская          | деревня | ↘58       | Федьковское                      |
| 31  | Борисовская 2-я      | деревня | ↘7        | Афанасьевское                    |
| 32  | Борисовская 3-я      | деревня | ↘13       | Афанасьевское                    |
| 33  | Боровина             | деревня | →0        | Афанасьевское                    |
| 34  | Борок                | деревня | ↘11       | Федьковское                      |
| 35  | Бубновская           | деревня | ↘2        | Верхнетоемское                   |
| 36  | Бурцевская           | деревня | ↘94       | Афанасьевское                    |
| 37  | Бутырская            | деревня | ↗20       | Сефтренское                      |
| 38  | Вадюга               | деревня | ↘31       | Горковское                       |
| 39  | Варзеньга            | деревня | →2        | Верхнетоемское                   |
| 40  | Варламовская         | деревня | ↘0        | Двинское                         |
| 41  | Васильевская         | деревня | ↗31       | Выйское                          |
| 42  | Васино               | деревня | ↗4        | Афанасьевское                    |
| 43  | Васюковская          | деревня | ↘10       | Двинское                         |
| 44  | Васютинская          | деревня | →0        | Двинское                         |
| 45  | Вахтинская           | деревня | ↘6        | Выйское                          |
| 46  | Великая              | деревня | ↘32       | Горковское                       |
| 47  | Великопольская       | деревня | →0        | Двинское                         |
| 48  | Верхняя Воронка      | деревня | ↘2        | Двинское                         |
| 49  | Верхняя Тойма        | село    | ↘3390     | Верхнетоемское                   |
| 50  | Верхоиковская        | деревня | ↘37       | Афанасьевское                    |
| 51  | Виноградова          | деревня | ↘1        | Двинское                         |
| 52  | Власовская           | деревня | ↗39       | Верхнетоемское                   |
| 53  | Власовская           | деревня | →0        | Двинское                         |
| 54  | Власьевская          | деревня | ↘57       | Афанасьевское                    |
| 55  | Вознесенское         | село    | ↗405      | Афанасьевское                    |
| 56  | Волонковская         | деревня | ↘18       | Двинское                         |
| 57  | Волыново             | деревня | ↘28       | Горковское                       |
| 58  | Георгиевская         | деревня | ↘6        | Афанасьевское                    |
| 59  | Георгиевская         | деревня | →0        | Верхнетоемское                   |
| 60  | Глинный Мыс          | деревня | ↘17       | Федьковское                      |
| 61  | Гоголевская          | деревня | ↗1        | Двинское                         |
| 62  | Голеневская          | деревня | →0        | Двинское                         |
| 63  | Головинская          | деревня | ↘0        | Федьковское                      |
| 64  | Голубинская          | деревня | ↘5        | Верхнетоемское                   |
| 65  | Гольцевская          | деревня | →0        | Двинское                         |
| 66  | Гончаровская         | деревня | →1        | Двинское                         |
| 67  | Горка                | деревня | ↗62       | Верхнетоемское                   |
| 68  | Горка                | деревня | ↘0        | Горковское                       |
| 69  | Григорьевская        | деревня | ↘2        | Двинское                         |
| 70  | Гридинская           | деревня | ↘10       | Федьковское                      |
| 71  | Гридинская           | деревня | ↘0        | Двинское                         |
| 72  | Гридкино             | деревня | ↗43       | Верхнетоемское                   |
| 73  | Губинская            | деревня | →0        | Сефтренское                      |
| 74  | Даниловская          | деревня | ↘10       | Пучужское                        |
| 75  | Двинской             | посёлок | ↘2543     | Двинское                         |
| 76  | Демьяново            | деревня | →0        | Выйское                          |
| 77  | Дмитриевская         | деревня | →7        | Федьковское                      |
| 78  | Драчевская           | деревня | ↗4        | Верхнетоемское                   |
| 79  | Дроздовская          | деревня | ↘6        | Афанасьевское                    |
| 80  | Дудыревская          | деревня | ↘26       | Двинское                         |
| 81  | Дунаево Село         | деревня | →0        | Верхнетоемское                   |
| 82  | Евдокимовская        | деревня | ↘108      | Пучужское                        |
| 83  | Евлампиевская        | деревня | ↘1        | Федьковское                      |
| 84  | Ежевская             | деревня | ↘11       | Двинское                         |
| 85  | Ермолинская          | деревня | →25       | Верхнетоемское                   |
| 86  | Ермолинская          | деревня | ↗52       | Сефтренское                      |
| 87  | Еськино              | деревня | →0        | Выйское                          |
| 88  | Ефимово              | деревня | ↘19       | Горковское                       |
| 89  | Жаравинская          | деревня | ↘29       | Пучужское                        |
| 90  | Железовская          | деревня | →0        | Верхнетоемское                   |
| 91  | Жихаревская          | деревня | ↘0        | Выйское                          |
| 92  | Заборье              | деревня | →0        | Выйское                          |
| 93  | Загорье              | деревня | →0        | Двинское                         |
| 94  | Зайцево              | деревня | ↗7        | Выйское                          |
| 95  | Закодимский          | посёлок | ↘35       | Пучужское                        |
| 96  | Заозерье             | деревня | →0        | Выйское                          |
| 97  | Запольки             | деревня | →0        | Верхнетоемское                   |
| 98  | Заруба               | посёлок | ↘153      | Двинское                         |
| 99  | Зашидровская         | деревня | ↗2        | Сефтренское                      |
| 100 | Зеленник             | посёлок | ↗894      | Сефтренское                      |
| 101 | Ивано-Осиевская      | деревня | ↘39       | Афанасьевское                    |
| 102 | Игнатовская          | деревня | ↗50       | Федьковское                      |
| 103 | Игумновская          | деревня | ↘9        | Верхнетоемское                   |
| 104 | Исаковская           | деревня | ↘10       | Верхнетоемское                   |
| 105 | Исаковская           | деревня | ↗19       | Сефтренское                      |
| 106 | Исаковская           | деревня | ↘63       | Двинское                         |
| 107 | Истопная             | деревня | →0        | Сефтренское                      |
| 108 | Каласнемо            | деревня | →0        | Выйское                          |
| 109 | Калиновская          | деревня | ↗1        | Федьковское                      |
| 110 | Каменное             | посёлок | ↘151      | Федьковское                      |
| 111 | Каменный Нос         | деревня | ↘13       | Афанасьевское                    |
| 112 | Карушевы             | деревня | →4        | Верхнетоемское                   |
| 113 | Керас                | деревня | ↘98       | Горковское                       |
| 114 | Кода                 | посёлок | ↘87       | Горковское                       |
| 115 | Кодима               | деревня | ↘37       | Пучужское                        |
| 116 | Кодимский            | посёлок | ↘306      | Пучужское                        |
| 117 | Козоватовская        | деревня | →0        | Двинское                         |
| 118 | Козулинская          | деревня | →0        | Верхнетоемское                   |
| 119 | Коллективный         | посёлок | →0        | Афанасьевское                    |
| 120 | Комаровская          | деревня | ↗5        | Верхнетоемское                   |
| 121 | Кондратовская        | деревня | ↘31       | Афанасьевское                    |
| 122 | Кондратовская        | деревня | ↘173      | Пучужское                        |
| 123 | Копытовская          | деревня | ↗30       | Афанасьевское                    |
| 124 | Корниловская         | деревня | ↘16       | Двинское                         |
| 125 | Красная              | посёлок | ↘504      | Горковское                       |
| 126 | Красногорская        | деревня | ↘128      | Афанасьевское                    |
| 127 | Кудрина Гора         | деревня | ↘1        | Выйское                          |
| 128 | Кузьминская          | деревня | ↘27       | Афанасьевское                    |
| 129 | Кулига               | деревня | ↘0        | Верхнетоемское                   |
| 130 | Кульпинская          | деревня | ↘10       | Двинское                         |
| 131 | Курицынская          | деревня | ↘6        | Федьковское                      |
| 132 | Лазаревская          | деревня | →0        | Двинское                         |
| 133 | Ламбас               | посёлок | ↘242      | Горковское                       |
| 134 | Ламлево              | деревня | →0        | Выйское                          |
| 135 | Лаповская            | деревня | →2        | Верхнетоемское                   |
| 136 | Ларионовская         | деревня | ↘2        | Верхнетоемское                   |
| 137 | Лахома               | посёлок | ↘165      | Двинское                         |
| 138 | Лобановская          | деревня | ↘3        | Верхнетоемское                   |
| 139 | Лопатинская          | деревня | ↘0        | Двинское                         |
| 140 | Лохома               | деревня | ↘44       | Горковское                       |
| 141 | Луговатинская        | деревня | →0        | Федьковское                      |
| 142 | Лукинская            | деревня | ↘26       | Афанасьевское                    |
| 143 | Лухановская          | деревня | ↗21       | Пучужское                        |
| 144 | Люлинская            | деревня | ↘23       | Двинское                         |
| 145 | Малетинская          | деревня | ↗170      | Верхнетоемское                   |
| 146 | Мальцевская          | деревня | ↘80       | Пучужское                        |
| 147 | Мартачевская         | деревня | ↗35       | Верхнетоемское                   |
| 148 | Мартемьяновская      | деревня | →9        | Верхнетоемское                   |
| 149 | Мартюковская         | деревня | ↘6        | Двинское                         |
| 150 | Машканово            | деревня | ↘0        | Горковское                       |
| 151 | Мила                 | деревня | ↗4        | Двинское                         |
| 152 | Митронинская         | деревня | ↗1        | Афанасьевское                    |
| 153 | Михайловская         | деревня | ↘13       | Двинское                         |
| 154 | Михалевская          | деревня | ↘0        | Федьковское                      |
| 155 | Михеевская           | деревня | ↗5        | Двинское                         |
| 156 | Модестовская         | деревня | →20       | Афанасьевское                    |
| 157 | Моисеевская 1-я      | деревня | →10       | Верхнетоемское                   |
| 158 | Моисеевская 2-я      | деревня | ↗1        | Верхнетоемское                   |
| 159 | Мокеевская           | деревня | ↗5        | Верхнетоемское                   |
| 160 | Мончевская           | деревня | →0        | Двинское                         |
| 161 | Мутокорье            | деревня | →0        | Выйское                          |
| 162 | Набережная           | деревня | →0        | Афанасьевское                    |
| 163 | Наволоцкая           | деревня | ↘60       | Афанасьевское                    |
| 164 | Нестеровская         | деревня | ↘26       | Пучужское                        |
| 165 | Нестеровская         | деревня | →0        | Федьковское                      |
| 166 | Нестюковская         | деревня | ↘25       | Двинское                         |
| 167 | Нижний Ручей         | деревня | ↘14       | Афанасьевское                    |
| 168 | Нижняя               | деревня | →0        | Верхнетоемское                   |
| 169 | Никитинская          | деревня | ↘3        | Выйское                          |
| 170 | Никитинская          | деревня | ↘6        | Двинское                         |
| 171 | Николаевская         | деревня | ↘4        | Двинское                         |
| 172 | Николаевское Село    | деревня | ↘0        | Афанасьевское                    |
| 173 | Никулинская          | деревня | ↘3        | Двинское                         |
| 174 | Нироновская          | деревня | →0        | Двинское                         |
| 175 | Новгородская         | деревня | ↘187      | Двинское                         |
| 176 | Новодворская         | деревня | →1        | Сефтренское                      |
| 177 | Окатовская           | деревня | ↗2        | Двинское                         |
| 178 | Окулова              | деревня | →1        | Верхнетоемское                   |
| 179 | Окуловская           | деревня | ↘124      | Выйское                          |
| 180 | Ореховская           | деревня | ↘0        | Двинское                         |
| 181 | Осиевская            | деревня | ↘36       | Афанасьевское                    |
| 182 | Останская            | деревня | ↗66       | Афанасьевское                    |
| 183 | Осташево             | деревня | ↘1        | Выйское                          |
| 184 | Осяткино             | посёлок | ↘169      | Выйское                          |
| 185 | Павловская           | деревня | ↗59       | Верхнетоемское                   |
| 186 | Павшинская           | деревня | ↘0        | Двинское                         |
| 187 | Паленьга             | деревня | ↘3        | Верхнетоемское                   |
| 188 | Палова               | посёлок | ↘209      | Горковское                       |
| 189 | Пахомово             | деревня | ↘20       | Горковское                       |
| 190 | Перевал              | посёлок | →0        | Пучужское                        |
| 191 | Першинская           | деревня | ↗60       | Афанасьевское                    |
| 192 | Першинская           | деревня | →0        | Двинское                         |
| 193 | Петропавловская      | деревня | ↘2        | Пучужское                        |
| 194 | Пигасово             | деревня | ↘14       | Федьковское                      |
| 195 | Пога                 | деревня | ↗27       | Верхнетоемское                   |
| 196 | Подольская           | деревня | ↘19       | Выйское                          |
| 197 | Поперечка            | посёлок | ↘125      | Федьковское                      |
| 198 | Прилук               | деревня | ↗124      | Верхнетоемское                   |
| 199 | Прилуковская         | деревня | ↘23       | Афанасьевское                    |
| 200 | Прилуцкая            | деревня | ↘2        | Федьковское                      |
| 201 | Приозерный           | посёлок | ↗208      | Верхнетоемское                   |
| 202 | Прошинская           | деревня | →0        | Двинское                         |
| 203 | Пурышевская          | деревня | →34       | Горковское                       |
| 204 | Пучужская            | деревня | ↗5        | Пучужское                        |
| 205 | Речной               | посёлок | ↗49       | Сефтренское                      |
| 206 | Романов Остров       | деревня | ↘31       | Выйское                          |
| 207 | Рудаковская          | деревня | →0        | Двинское                         |
| 208 | Ручей                | деревня | →0        | Горковское                       |
| 209 | Савкино              | деревня | ↘5        | Двинское                         |
| 210 | Сарчема              | деревня | ↗15       | Горковское                       |
| 211 | Северный             | посёлок | ↘177      | Выйское                          |
| 212 | Селивановская        | деревня | →0        | Федьковское                      |
| 213 | Село                 | деревня | ↗6        | Верхнетоемское                   |
| 214 | Семёновская          | деревня | →0        | Сефтренское                      |
| 215 | Семёновская          | деревня | ↗2        | Федьковское                      |
| 216 | Семёновская          | деревня | ↗5        | Двинское                         |
| 217 | Семёновская 1-я      | деревня | ↘57       | Двинское                         |
| 218 | Семёновская 2-я      | деревня | ↘4        | Двинское                         |
| 219 | Серавинская          | деревня | ↗7        | Верхнетоемское                   |
| 220 | Сергеевская          | деревня | ↘48       | Пучужское                        |
| 221 | Скрипчинская         | деревня | ↘37       | Двинское                         |
| 222 | Слуда                | деревня | ↘5        | Пучужское                        |
| 223 | Согра                | деревня | ↘523      | Горковское                       |
| 224 | Соезерская Пустынь   | деревня | ↘8        | Федьковское                      |
| 225 | Сойга                | посёлок | ↘55       | Верхнетоемское                   |
| 226 | Сорокоумовская       | деревня | ↗15       | Двинское                         |
| 227 | Сосновый             | посёлок | ↗281      | Верхнетоемское                   |
| 228 | Сплавной             | посёлок | ↘51       | Афанасьевское                    |
| 229 | Старковская          | деревня | →0        | Двинское                         |
| 230 | Староаксёновская     | деревня | ↗14       | Верхнетоемское                   |
| 231 | Степановская         | деревня | ↘22       | Афанасьевское                    |
| 232 | Степановская         | деревня | ↘11       | Выйское                          |
| 233 | Степановская         | деревня | ↘0        | Двинское                         |
| 234 | Сумароковская        | деревня | ↗48       | Верхнетоемское                   |
| 235 | Суровцев Наволок     | деревня | ↘0        | Двинское                         |
| 236 | Тереховская          | деревня | ↘3        | Федьковское                      |
| 237 | Терешевская          | деревня | ↘22       | Пучужское                        |
| 238 | Тимоховская          | деревня | →13       | Двинское                         |
| 239 | Тинева               | деревня | ↘3        | Выйское                          |
| 240 | Тишинская            | деревня | ↗23       | Сефтренское                      |
| 241 | Тоймушка             | деревня | ↗12       | Верхнетоемское                   |
| 242 | Томаша               | деревня | ↗3        | Верхнетоемское                   |
| 243 | Троицкая             | деревня | ↘27       | Пучужское                        |
| 244 | Тропинская           | деревня | ↘6        | Двинское                         |
| 245 | Трофимовская         | деревня | ↗48       | Двинское                         |
| 246 | Трубинская           | деревня | ↘45       | Двинское                         |
| 247 | Тужиково             | деревня | ↘1        | Выйское                          |
| 248 | Тюринская            | деревня | ↗2        | Федьковское                      |
| 249 | Узлиха               | деревня | ↘0        | Афанасьевское                    |
| 250 | Унжица               | деревня | ↘1        | Сефтренское                      |
| 251 | Усть-Выйская         | деревня | ↘31       | Выйское                          |
| 252 | Усть-Ерга            | посёлок | ↘211      | Двинское                         |
| 253 | Усть-Ерогодская      | деревня | ↘41       | Двинское                         |
| 254 | Усть-Манева          | деревня | ↗9        | Федьковское                      |
| 255 | Усть-Паленьга        | деревня | ↘31       | Верхнетоемское                   |
| 256 | Ухменьга             | посёлок | ↗152      | Двинское                         |
| 257 | Учиновская           | деревня | ↘2        | Федьковское                      |
| 258 | Ущаж                 | деревня | ↘74       | Двинское                         |
| 259 | Фатьяновская         | деревня | ↘30       | Афанасьевское                    |
| 260 | Фатьяновская         | деревня | →0        | Двинское                         |
| 261 | Федоровская          | деревня | →0        | Федьковское                      |
| 262 | Федотовская          | деревня | →4        | Двинское                         |
| 263 | Федьков Починок      | деревня | ↘94       | Федьковское                      |
| 264 | Феофановская         | деревня | ↘5        | Верхнетоемское                   |
| 265 | Фоминская            | деревня | ↘2        | Двинское                         |
| 266 | Фоминская            | деревня | 2         | Двинское                         |
| 267 | Фроловская           | деревня | ↘6        | Выйское                          |
| 268 | Харитоновская        | деревня | ↘9        | Двинское                         |
| 269 | Хорнема              | деревня | ↘3        | Выйское                          |
| 270 | Чаплинская           | деревня | ↘6        | Верхнетоемское                   |
| 271 | Часовенская          | деревня | ↘0        | Афанасьевское                    |
| 272 | Чёда                 | деревня | ↗1        | Двинское                         |
| 273 | Червленная Слудка    | деревня | ↘4        | Двинское                         |
| 274 | Черновраговская      | деревня | ↘3        | Двинское                         |
| 275 | Чёрный Ручей         | деревня | →30       | Верхнетоемское                   |
| 276 | Чертоголовская       | деревня | ↘3        | Федьковское                      |
| 277 | Чудиново             | деревня | ↗4        | Выйское                          |
| 278 | Шаповская            | деревня | ↘15       | Пучужское                        |
| 279 | Шидровская           | деревня | ↗6        | Сефтренское                      |
| 280 | Шипицыно             | деревня | →1        | Верхнетоемское                   |
| 281 | Шишинская            | деревня | ↘4        | Выйское                          |
| 282 | Шоромская            | деревня | ↗17       | Двинское                         |
| 283 | Шуровская            | деревня | ↗8        | Двинское                         |
| 284 | Юркинская            | деревня | →0        | Двинское                         |
| 285 | Язинец               | деревня | ↘8        | Федьковское                      |
| 286 | Якушевская           | деревня | ↘3        | Двинское                         |
| 287 | Ярунинская           | деревня | ↘0        | Федьковское                      |

## Экономика
Основное промышленное предприятие района ОАО «Двинские лесопромышленники»

## Транспорт
По левому берегу Северной Двины проходит трасса Котлас — Архангельск (От Усть-Ваги — федеральная трасса М-8 «Холмогоры»). Между берегами Двины в селе Верхняя Тойма организована паромная переправа (5—6 раз в день). В зимнее время по льду Двины организуется зимник. Во время ледостава и ледохода правый берег недоступен.
В летнее время по Северной Двине осуществляется навигация малых судов и лесосплавных судов. Быстроходные теплоходы типа «Заря» курсируют от Архангельска по выходным, если навигационная обстановка позволяет (время в пути от Архангельска — около 13 часов). От Архангельска в летнее время организуются круизные рейсы.
На территории Верхнетоемского района действуют Зеленниковская узкоколейная железная дорога, Авнюгская узкоколейная железная дорога.

## Образование
В настоящее время в Верхнетоемском округе существуют 8 средних общеобразовательных школ:
- Авнюгская средняя общеобразовательная школа
- Афанасьевская средняя общеобразовательная школа
- Верхнетоемская средняя общеобразовательная школа
- Выйская средняя общеобразовательная школа
- Горковская средняя общеобразовательная школа
- Зеленниковская средняя общеобразовательная школа
- Корниловская средняя общеобразовательная школа
- Нижнетоемская средняя общеобразовательная школа

а также:
- Верхнетоемский районный центр дополнительного образования
- Детская школа искусств № 25
- Верхнетоемский лесной техникум
- Тимошинский детский дом

## Культура
Из Верхнетоемского района в музей-заповедник Малые Корелы вывезен ряд памятников архитектуры русского деревянного зодчества, составляющих значительную часть коллекции Двинского и Пинежского секторов.
В сёлах Верхнетоемского района — Пучуга и Нижняя Тойма находились центры народных промыслов пучужской и тоемской росписей по дереву. Там же находился один из центров северного рукописного книгоиздания. Большое число старинных рукописей и книг из этих сел вошли в коллекцию древней русской литературы древлехранилища Русского дома (ИРЛИ РАН)
В районе сильны традиции народного хорового пения. Проводятся конкурсы народных хоров.
В Верхней Тойме, Пучуге работают детские школы искусств и народных промыслов.

## Достопримечательности
- Памятник архитектуры федерального значения — комплекс деревянной Троицкой церкви (1748 год) и деревянной колокольни (XVIII) век в дер. Соезерская пустынь (Федьковское муниципальное поселение) на берегу Соозера. Находится в ветхом аварийном состоянии.
- Церковь во имя святого Ильи Пророка (деревянная 1710 год) в дер. Окатовская (Тимошинское муниципальное поселение)

См. также: Список памятников культурного наследия Верхнетоемского района в Викигиде.

## Археология
Стоянка Прилукская на правом берегу Северной Двины близ деревни Прилук входит в черноборскую группу (черноборская культура) раннего неолита с накольчатой керамикой.